# 지녹연
지녹연(智祿延, 1069년 ~ 1126년)은 고려 중기의 무신이다. 본관은 봉주(鳳州). 상장군(上將軍)·우복야(右僕射) 지채문(智蔡文)의 증손자이다.

## 생애
1086년(선종 3년) 음보(蔭補)로 관직에 진출하였다. 음서로 내알자(內謁者)에 보임되었고, 동북면병마판관(東北面兵馬判官)으로 나가서는 빼어난 재간으로 칭송을 받았다.
1104년(숙종 9년)에 여진을 정벌한 공으로 전중시어사(殿中侍御史)가 되었고, 1105년(예종 즉위년)에 내시지후(內侍祗候)로서 주부동정(注簿同正)인 은원충(殷元忠) 등과 함께 여진 정벌을 위하여 동계(東界)의 산천을 순시하였다.
1107년에는 시어사(侍御史)로서 경상진주도안무사(慶尙晉州道安撫使)가 되어 백성들의 질고를 묻고 수령의 치적을 살폈으며, 1114년 차호부시랑(借戶部侍郎)으로서 동북면병마부사(東北面兵馬副使)가 되었다.
1118년에 이부시랑으로서 다시 동북면병마부사가 되었고, 1120년 서북면병마사에 올랐다. 1125년(인종 3)에 동지추밀원사(同知樞密院事)가 되었다.
1126년(인종 4년) 이자겸(李資謙)이 자신을 지군국사(知軍國事)라 칭하며 국정을 문란하게 하자 인종이 동지추밀원사(同知樞密院事) 지녹연에게 이자겸과 척준경(拓俊京) 등을 주살할 것을 부탁하였다. 이에 내시 김찬(金粲)·안보린(安甫麟), 상장군 최탁(崔卓)·오탁(吳卓), 대장군 권수(權秀)·고석(高碩) 등과 더불어 이자겸과 척준경(拓俊京)의 제거를 모의하였다. 척준경의 동생인 척준신(拓俊臣) 등을 죽이는 등 기선을 잡았으나 결국 거사에 실패하자 이자겸에 의해 유배되었다가 충주(忠州)에서 살해당했다.
이자겸이 패망한 후 동지추밀원사공(同知樞密院事公)으로 증직되었고, 지녹연의 아들과 사위는 벼슬이 한 등급 올랐으며, 조정에서 지녹연의 묘를 다시 세우고 장사지내게 하였다.
지록연의 묘는 충청북도 괴산군 청천면 사기막리에 안장(安葬)되었다가 1995년 5월 충청북도 제천시 송학면 장곡리 일곡 선영(先塋)으로 이장(移葬)되었다.

## 가족
- 증조부 : 지채문(智蔡文)
  - 조부 : 지맹(智猛)
    - 부 : 지우(智祐)
      - 형 : 지숙연(智淑延)
      - 형 : 지총연(智寵延)
        - 아들 : 지지용(智之勇)